# Cleaners Action
Cleaners Action (Canadá, 1975), foi um movimento sindical liderado e criado por mulheres portuguesas, com o objectivo de melhorar as condições de trabalho das empregadas de limpeza em Toronto na década de 70.

## História
Na década de 70, a maior parte dos serviços limpeza em Toronto eram assegurados por mulheres de origem portuguesa. Apesar de não terem tradição sindical, uma vez que em Portugal os sindicatos haviam sido proibidos pela ditadura, elas unem-se para obter melhores condições de trabalho. 
A primeira acção ocorre em 1974 e ficou conhecida como Wildcat. Nela as mulheres responsáveis pela limpeza nocturna das Torres TD, entram em greve quando se viram obrigadas as reutilizar sacos do lixo que cheiravam mal, o que as fazia vomitar. 
No ano seguinte, as mulheres que faziam a limpeza dos edifícios governamentais no Queen’s Park, resolvem criar um sindicato e lutar por salários mais altos, melhores condições de trabalho e uma maior protecção contra despedimentos sem justa causa. O patrão ao saber que se estavam a organizar, despediu uma das líderes grupo e deu inicio a uma campanha de intimidação para as fazer mudar de ideias.  Isto não surtiu o efeito esperado e em Abril de 1975 o Service Employees International Union Local 204, passa a representar as trabalhadoras, como resposta a empresa para a qual trabalhavam cancela o contrato com o governo e enceta um despedimento colectivo. 
Elas viram-se então para a Casa de São Cristovão, um centro social e comunitario na zona oeste de Toronto.  Lá entram em contacto com os assistentes sociais que adoptam o papel de interpretes e que as ajudam a entrarem em contacto com os meios de comunicação social, levando a que estações de televisão e jornais como o Toronto Star e o Globe se interessem pela história e lancem uma série de noticias sobre a falta de condições de trabalho e a precariedade que estas mulheres estavam sujeitas. 
Devido à pressão pública o governo do Ontário viu-se obrigado a dar resposta às reivindicações das trabalhadoras. Fez com que voltassem a ser contratadas e criou uma nova regulamentação que permitiu melhorar as condições laborais de todos os trabalhadores dos serviços de limpeza. 
Este movimento laboral, encetado por um grupo de mulheres portuguesas que falavam pouco ou nenhum inglês ficou conhecido por Cleaners Action. 

## Reconhecimento
O departamento de memória pública de Toronto colocou, em 2019, numa das ruas da cidade uma placa que celebra o Cleaners Action na década de 70. 
Em 2021, foi inaugurado no Little Portugal de Toronto o mural Arranhando a Superfície (Scratching the Surface), criado por Vihls em homenagem à mulheres que lideraram o movimento. 

## Ligações Externas
- RiseUp!Collective | Portuguese Workers & Cleaner’s Action 1975
- RiseUP!Collective | Immigrant Women create the Working Women Community Centre, 1975
- Active History Podcasts | Susana Miranda - Keeping the City Clean: Portuguese Women in Toronto’s Cleaning Industry, 1970-1990
- Jornal de Negócios | Inauguração do Mural Scratching the Surface (2021)